# Sello Europeo de Protección de Datos
El Sello Europeo de Protección de Datos es la certificación oficial europea de protección de datos conforme al Reglamento General de Protección de Datos (RGPD). Según el Art. 42 del RGPD, esta certificación pretende demostrar "el cumplimiento del RGPD en las operaciones de tratamiento de los responsables y los encargados". En el RGPD se pueden encontrar más de 70 referencias a la certificación, que abarcan diversas obligaciones, como:
- Adecuación de las medidas técnicas y organizativas;
- Intercambio de datos con encargados del tratamiento;
- Protección de datos desde el diseño y por defecto;
- Transferencias internacionales de datos.

La adopción de los Sellos Europeos de Protección de Datos es responsabilidad del Comité Europeo de Protección de Datos (CEPD) y está reconocida en todos los Estados miembros de la UE y del EEE.

## Implementación
Paralelamente a la adopción del RGPD, varios proyectos de investigación europeos han estado trabajando en la certificación del RGPD. Esto ha llevado a la especificación de los criterios Europrivacy que se han transferido al Centro Europeo de Certificación y Privacidad (ECCP). Europrivacy está gestionada por la Junta Internacional de Expertos de ECCP.
En octubre de 2022, el CEPD aprobó los criterios Europrivacy para servir como Sello Europeo de Protección de Datos en virtud del Art. 42 del RGPD.En 2024, Europrivacy fue validada por la Agencia Europea de Acreditación para acreditación con arreglo al Art. 43 del RGPD. Desde entonces, varios Organismos de Certificación han sido acreditados y se han entregado los primeros Sellos Europeos de Protección de Datos.